# Pițigoi cu obraji galbeni
Pițigoiul cu obraji galbeni (Machlolophus spilonotus) este o specie de pasăre din familia pițigoilor Paridae. Se găsește în Bangladesh, Bhutan, China, Hong Kong, India, Laos, Myanmar, Nepal, Thailanda și Vietnam. Habitatele sale naturale sunt pădurile de câmpie umede subtropicale sau tropicale și pădurile montane umede subtropicale sau tropicale.
Pitigoiul cu obraji galbeni a fost anterior una dintre numeroasele specii din genul Parus, dar a fost mutat în genul Machlolophus după ce o analiză filogenetică moleculară publicată în 2013 a arătat că membrii noului gen au format o cladă distinctă.

## Galerie

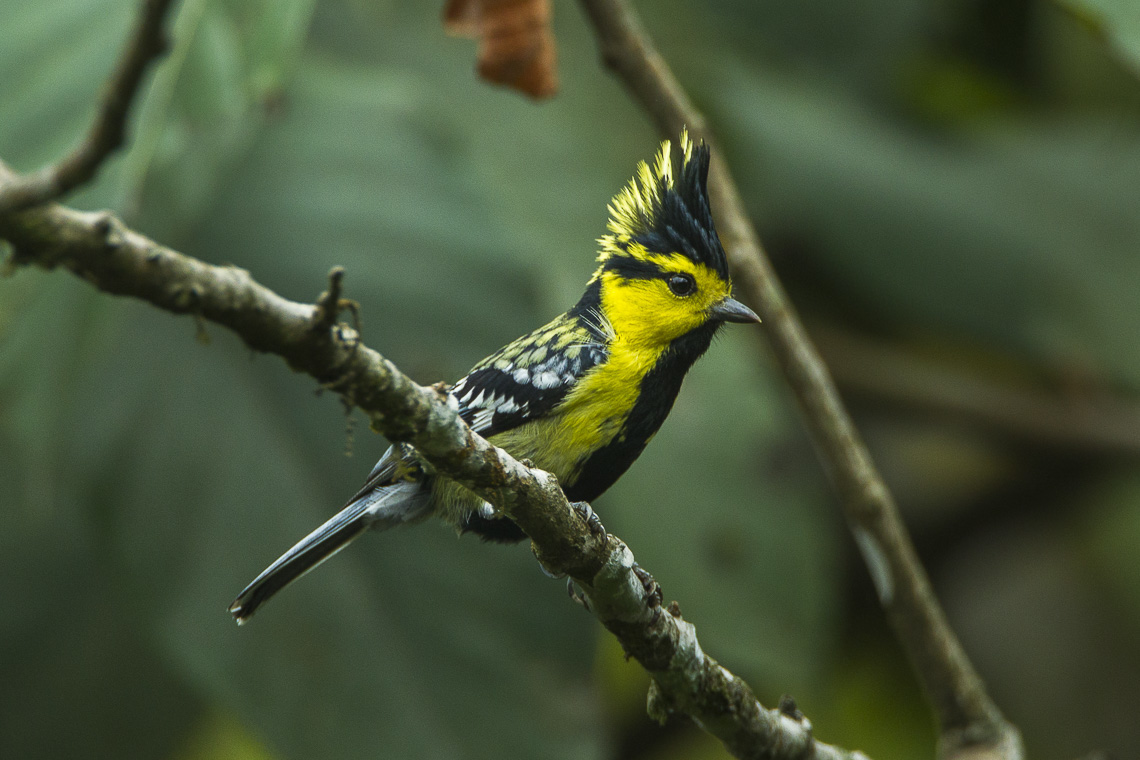
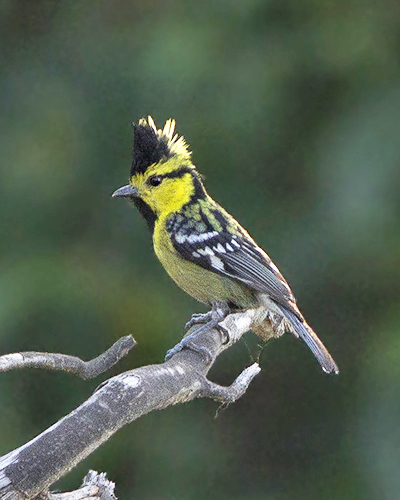
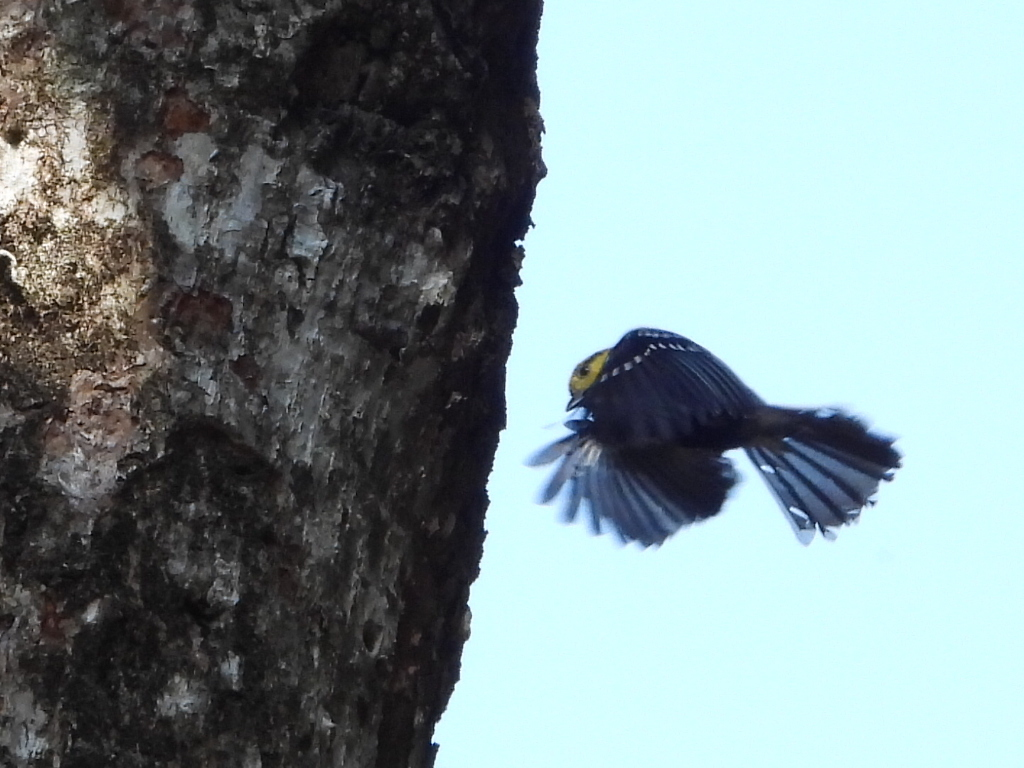